# Залакарош
Залакарош (угор. Zalakaros) — місто в південно-західній Угорщині, розташоване на півдні медьє Зала в західній частині Угорщини. Населення Залакароша за даними на 2005 рік — 1625 чоловік. Вважається одним з найменших міст Угорщини. Курорт.

## Географія і транспорт
Залакарош розташований за 18 кілометрах на північний захід від південно-західного краю Балатона та за 20 кілометрів на північний схід від міста Надьканіжа. За декілька кілометрів на південь від міста проходить автомагістраль E71 (Будапешт — Шіофок — Надьканіжа — Загреб). Найближча залізнична станція знаходиться за три кілометри в селищі Залакомар (дорога Будапешт — Надьканіжа).

## Пам'ятки
Головна визначна пам'ятка міста — джерела гарячих мінеральних вод з підвищеним вмістом фтору. Середня температура води — 85 °C. Санаторно-лікувальний комплекс поруч з джерелами був побудований в 1965 році, у кінці 1990-х років повністю модернізований. В даний час Залакарош — один з головних санаторно-курортних центрів Угорщини, місто з населенням 1625 чоловік щорічно відвідують понад 700 тисяч відпочивальників.

## Міста-побратими
- Пухгайм
- Асперхофен